# Strigocis opalescens
Strigocis opalescens är en skalbaggsart som först beskrevs av Thomas Casey 1898.  Strigocis opalescens ingår i släktet Strigocis och familjen trädsvampborrare. Inga underarter finns listade i Catalogue of Life.